# 추전쥔
추전쥔(중국어 정체자: 邱鎮軍, 병음: Qiū Zhènjūn, 1971년 12월 7일 ~ )는 타이완의 정치인이다. 2024년 먀오리현 제2선거구의 입법위원으로 당선된다.